# Richard Aldrich
Richard Aldrich (31. července 1863 Providence, Rhode Island – 2. června 1937 Řím) byl americký hudební kritik. Mezi lety 1902 až 1923 pracoval pro New York Times.
Aldrich dokončil studia na Harvard College roku 1885. Svou novinářskou kariéru začal v Providence Journal. V období 1889-1891 byl soukromým tajemníkem senátora Dixona ve Washingtonu, a také psal kritiky pro Washington Evening Star. V letech 1891-2 pracoval pro New York Tribune, kde asistoval Henry Edwardu Krehbielemu.

## Dílo
- Guide to Parsifal (Ditson, 1904)
- Guide to the Ring of the Nibelung (Ditson, 1905)
- Musical Discourse (1928)
- Concert Life in New York 1902–1923 (1941)